# Antylopy
Antylopy (Antilopinae) – podrodzina ssaków z rodziny wołowatych (Bovidae).

## Zasięg występowania
Podrodzina obejmuje gatunki występujące w Eurazji, Afryce i Ameryce Północnej.

### Podział systematyczny
Do podrodziny należą następujące występujące współcześnie plemiona: 
- Neotragini P.L. Sclater & O. Thomas, 1894 – jedynym przedstawicielem jest Neotragus pygmaeus (Linnaeus, 1758) – antylopka karłowata
- Nesotragini J.E. Gray, 1872
- Aepycerotini J.E. Gray, 1872 – impale
- Antilopini J.E. Gray, 1821
- Reduncini Knottnerus-Meyer, 1907 – koby
- Hippotragini Sundevall, 1845 – antylopowce
- Alcelaphini Brooke, 1876 – bawolce
- Caprini J.E. Gray, 1821 – koziorożce
- Cephalophini J.E. Gray, 1871 – dujkery
- Oreotragini Pocock, 1910 – jedynym przedstawicielem jest Oreotragus oreotragus (E.A.W. Zimmermann, 1783) – koziołek skalny

Opisano również plemię wymarłe:
- Oiocerotini Pilgrim, 1939